# سیسیل شیرشیبه
سیسیل شیرشیبه (انگلیسی: Sissel Kyrkjebø؛ زاده ۲۴ ژوئن ۱۹۶۹) یک موسیقی‌دان اهل نروژ است. وی از سال ۱۹۸۶ میلادی تاکنون مشغول فعالیت بوده‌است.